# 李永明
李永明（1966年3月—），陕西省大荔县人，曾任陕西师范大学计算机科学学院院长，现任陕西师范大学图书馆馆长。

## 人生经历
1985年至1988年，在陕西师范大学数学系学习。
1988年至1991年，在陕西师范大学数学系攻读硕士学位。
1993年至1996年，师从王国俊教授在四川大学攻读理学博士学位。
2005年4月至2014年11月，担任陕西师范大学计算机科学学院院长。